# 古賀賞
古賀賞（こがしょう）とは、動物園および水族館での個体繁殖においてすぐれた功績のあった国内の組織団体に授与される賞。上野動物園の初代園長であった古賀忠道の業績を記念して1987年に開始された。

## 過去の受賞一覧
| 年度   | 回 | 受賞組織団体                 | 受賞対象 |
| ------ | -- | ---------------------------- | --- |
| 1987年 | 1  | 東京都多摩動物公園           | 「アミメキリンの繁殖と繁殖群の維持」                                                                               |
| 1987年 | 1  | 京都市動物園                 | 「ローランドゴリラの繁殖（２世および３世）」                                                                       |
| 1987年 | 1  | 国営沖縄海洋博記念公園水族館 | 「ネムリブカの水槽内２世代繁殖」                                                                                   |
| 1988年 | 2  | 広島市安佐動物公園           | 「飼育下におけるオオサンショウウオの産卵、孵化、育成」                                                             |
| 1988年 | 2  | 東京都恩賜上野動物園         | 「ジャイアントパンダの繁殖」                                                                                       |
| 1989年 | 3  | 受賞該当なし                 | |
| 1990年 | 4  | 東京都多摩動物公園           | 「ニホンコウノトリの繁殖」                                                                                         |
| 1991年 | 5  | 受賞該当なし                 | |
| 1992年 | 6  | 鹿児島市平川動物公園         | 「アマミノクロウサギの飼育研究」                                                                                   |
| 1992年 | 6  | 東京都多摩動物公園           | 「各種昆虫類の飼育法の開発および飼育下での累代繁殖による展示」                                                     |
| 1993年 | 7  | 江の島水族館                 | 「クラゲ類の飼育繁殖」                                                                                             |
| 1994年 | 8  | 東京都井の頭自然文化園       | 「カモ類の繁殖」                                                                                                   |
| 1995年 | 9  | 広島市安佐動物公園           | 「クロサイの継続した繁殖と種の保存への貢献」                                                                       |
| 1996年 | 10 | 滋賀県立琵琶湖文化館         | 「日本産希少淡水魚の継代繁殖（アユモドキ、イタセンパラ、ニッポンバラタナゴ、ゼニタナゴ、ヒナモロコ、ウシモツゴ）」 |
| 1997年 | 11 | 串本海中公園センター         | 「ムラサキハナギンチャク繁殖個体の放流による自然個体群回復の試み」                                                 |
| 1998年 | 12 | 東海大学海洋科学博物館       | 「ハリセンボンほか海産硬骨魚類の水族館における繁殖と育成」                                                         |
| 1999年 | 13 | 受賞該当なし                 | |
| 2000年 | 14 | 受賞該当なし                 | |
| 2001年 | 15 | 東京都井の頭自然文化園       | 「ニホンリスの累代飼育と新たな展示手法」                                                                           |
| 2002年 | 16 | ふくしま海洋科学館           | 「サンマの累代飼育と展示」                                                                                         |
| 2003年 | 17 | 福岡市動物園                 | 「飼育下におけるツシマヤマネコの繁殖」                                                                             |
| 2004年 | 18 | 鴨川シーワールド             | 「人工授精によるバンドウイルカの繁殖」                                                                             |
| 2005年 | 19 | 京急油壺マリンパーク         | 「キタイワトビペンギンの飼育下二世代繁殖」                                                                         |
| 2006年 | 20 | 東京都多摩動物公園           | 「チンパンジーの累代繁殖、血統登録業務ならびに各種エンリッチメントの開発」                                         |
| 2007年 | 21 | 名古屋港水族館               | 「ナンキョクオキアミの長期飼育と継代繁殖」                                                                         |
| 2007年 | 21 | 釧路市動物園                 | 「傷病保護個体の活用による北海道産タンチョウの累代繁殖」                                                           |
| 2008年 | 22 | 鶴岡市立加茂水族館           | 「オキクラゲ、その他クラゲの累代繁殖」                                                                             |
| 2009年 | 23 | 東京都多摩動物公園           | 「トキ類の累代飼育繁殖」                                                                                           |
| 2010年 | 24 | 名古屋港水族館               | 「アカウミガメの繁殖と保護活動」                                                                                   |
| 2011年 | 25 | 受賞該当なし                 | |
| 2012年 | 26 | 広島市安佐動物公園           | 「グラントシマウマの累代繁殖と個体群管理」                                                                         |
| 2012年 | 26 | 鳥羽水族館                   | 「オウムガイとオオベソオオムガイの繁殖」                                                                           |
| 2013年 | 27 | 京都市動物園                 | 「ニシゴリラの三世代累代飼育繁殖」                                                                                 |
| 2014年 | 28 | 鳥羽水族館                   | 「スナメリの飼育下繁殖と人工哺育」                                                                                 |
| 2015年 | 29 | 愛媛県立とべ動物園           | 「アフリカゾウの繁殖と群れでの飼育」                                                                               |
| 2015年 | 29 | 横浜市繁殖センター           | 「カンムリシロムクの血統管理に基づく累代繁殖および野生復帰事業について」                                           |
| 2016年 | 30 | 受賞該当なし                 | |
| 2017年 | 31 | アドベンチャーワールド       | 「ブリーディングローン制度を利用したジャイアントパンダ日中共同繁殖研究の推進」                                     |
| 2018年 | 32 | 受賞該当なし                 | |
| 2019年 | 33 | 受賞該当なし                 | |
| 2020年 | 34 | 受賞該当なし                 | |
| 2021年 | 35 | 東山動植物園                 | 「新種のメダカ科魚類発見とその累代飼育」                                                                           |
| 2022年 | 36 | よこはま動物園               | 「腹腔鏡下卵管内人工授精技術を用いたツシマヤマネコの飼育下繁殖」                                                   |
| 2022年 | 36 | 広島市安佐動物公園           | 「ケープハイラックスの類題繁殖と個体群管理」                                                                       |
| 2023年 | 37 | 沖縄美ら海水族館             | 「ウミガメの繁殖研究に関する活動」                                                                                 |
| 2024年 | 38 |                              | |
| 2025年 | 39 | 葛西臨海水族園、海遊館       | 「ミナミイワトビペンギンの人工繁殖研究」                                                                           |